# Pachyseris monticulosa
Espèce
Pachyseris monticulosa est une espèce de coraux appartenant à la famille des Agariciidae.